# Von (Album)
Von ([vɔːn]; isländisch für „Hoffnung“) ist das Debütalbum der isländischen Band Sigur Rós.

## Titelliste mit Übersetzungen
1. Sigur Rós – („Siegesrose“ / „Sigurrós“[1]) – 9:46
2. Dögun – („Morgendämmerung“) – 5:50
3. Hún jörð – („Mutter Erde“) – 7:17
4. Leit að lífi – („Suche nach Leben“) – 2:33
5. Myrkur – („Dunkelheit“) – 6:14
6. 18 sekúndur fyrir sólarupprás – („18 Sekunden vor Sonnenaufgang“) – 0:18
7. Hafssól – („Sonne des Meeres“) – 12:24
8. Veröld ný og óð – („Schöne neue Welt“) – 3:29
9. Von – („Hoffnung“) – 5:12
10. Mistur – („Nebel“) – 2:16
11. Syndir Guðs (opinberun frelsarans) – („Sünden Gottes (Offenbarung des Erlösers)“) – 7:40
12. Rukrym – (Myrkur rückwärts; also etwa „Tiehleknud“) – 8:59

## Veröffentlichung
Von erschien 1997 in Island über das Label Smekkleysa; es wurden jedoch lediglich unter 500 Exemplare verkauft. 2004 wurde es für den weltweiten Markt wiederveröffentlicht, nachdem die Band durch die Nachfolgealben Ágætis byrjun und ( ) populärer geworden war. Inzwischen hat Von, genau wie Ágætis byrjun auch, Platinstatus in Island erhalten.
Die Aufnahmen zu Von dauerten sehr lange; trotzdem war die Band mit dem Ergebnis nicht sonderlich zufrieden und wollte die Lieder noch einmal neu aufnehmen. Aus Zeitgründen entschied man sich jedoch letztlich dagegen. Ein Jahr nach Erscheinen von Von erschien dafür ein Remixalbum namens Von Brigði, dass sich sowohl mit Enttäuschung (Vonbrigði) als auch mit Variationen von Von (Von Brigði) übersetzen lässt. Es enthält neben den Remixen ein Lied namens leit af lífi, dass eigentlich auf Von hätte erscheinen sollen, jedoch zum Veröffentlichungszeitpunkt noch nicht fertig war.
Auch der Titel des ersten regulären Albums nach Von, Ágætis byrjun („Ein recht guter Anfang“) weist noch darauf hin, dass die Band mit Von nicht besonders zufrieden war.

## Rezensionen
Von erhielt anlässlich der Wiederveröffentlichung 2004 zumeist eher positive Bewertungen. So vergab AllMusic dem Album dreieinhalb von fünf und bei Pitchfork Media 7.8 von 10 Punkten.